# Psychotria subvelutina
Psychotria subvelutina là một loài thực vật có hoa trong họ Thiến thảo. Loài này được Ekman & Urb. miêu tả khoa học đầu tiên năm 1928.